# Auriga di Delfi

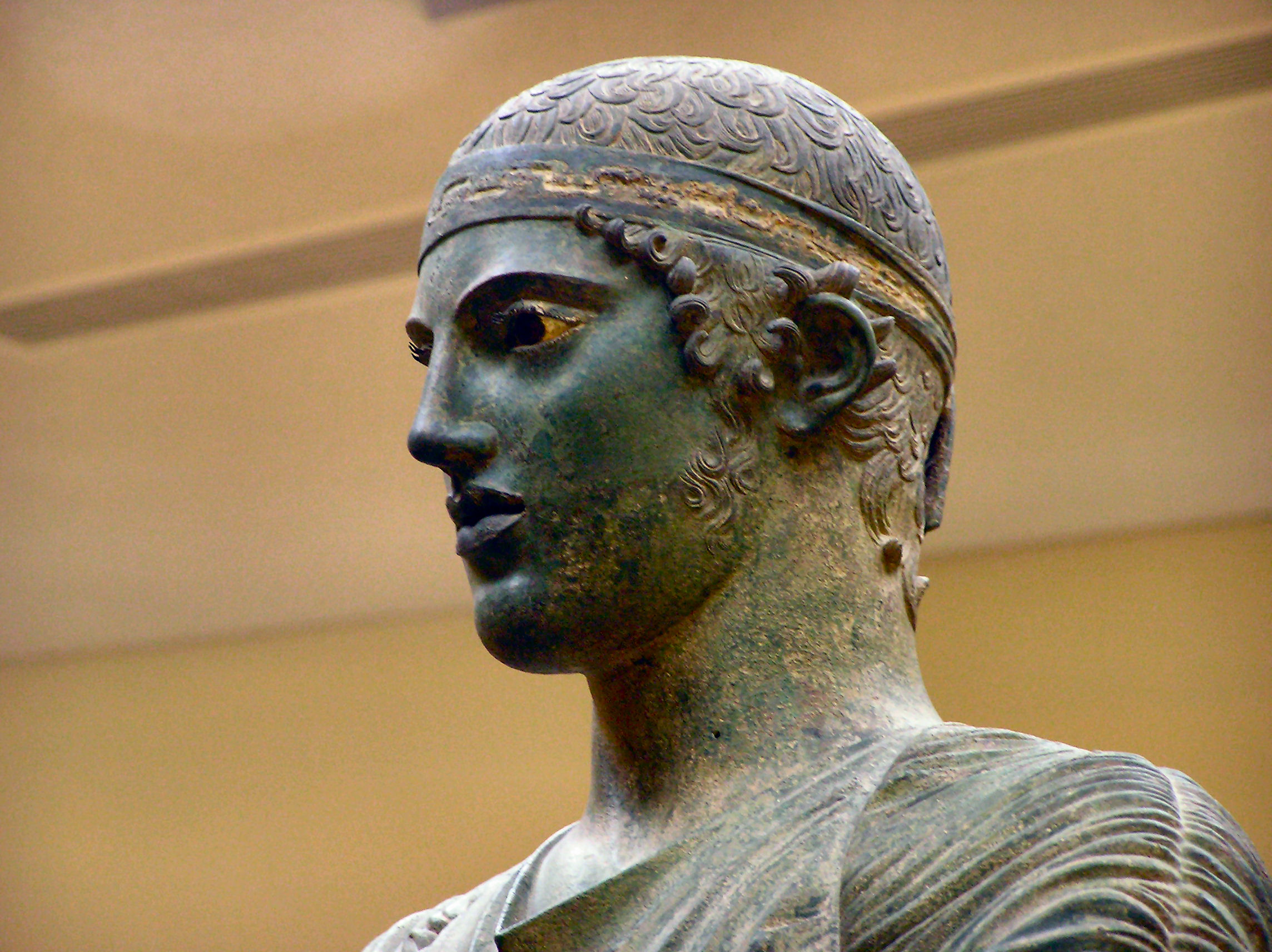
Il volto

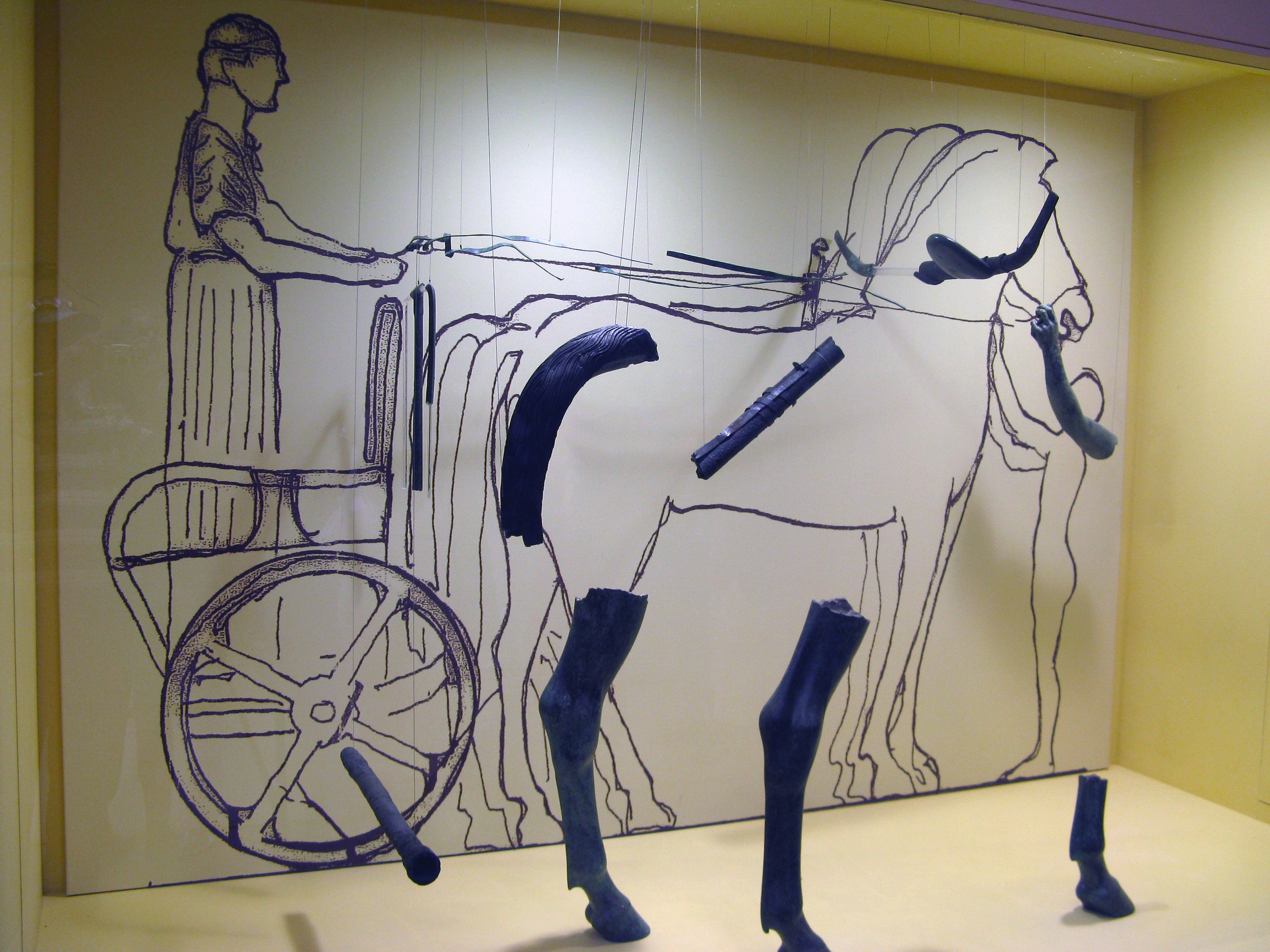
Ricostruzione dell'auriga coi frammenti superstiti

Il cosiddetto Auriga di Delfi è una scultura greca in bronzo (alta 184 cm), databile al 475 a.C. e conservata nel Museo archeologico di Delfi.

## Storia
Rinvenuta negli scavi del santuario di Apollo a Delfi, faceva parte di una quadriga, commissionata e dedicata, forse per ricordare una vittoria ottenuta ai Giochi pitici con la quadriga (478 o 474) da un tiranno siceliota (probabilmente Polizelo, tiranno di Gela).
Fu rinvenuta perché sepolta da una caduta di massi dalle rupi Fedriadi nei pressi dell'originale collocazione.
L'autore della statua è sconosciuto; l'ipotesi più probabile è che sia opera di Sotade di Tespie o di Pitagora di Reggio.

## Descrizione e stile
La statua era collocata su una biga trainata da due cavalli, accuditi da un giovane aiutante, ma di questi si conservano solo pochi frammenti. Lo stato di conservazione dell'auriga è ottimo, anche se è mancante del braccio sinistro. Venne fusa a pezzi in bronzo spesso, perché più resistente all'esposizione alle intemperie, con rifiniture eseguite a freddo: col bulino e con applicazioni di argento per la benda ("tenia"), rame per le ciglia, pietra dura per gli occhi.
L'auriga veste un lungo chitone cinto in vita, pesante, scanalato, rigido quasi a costruire una colonna; nella mano destra tiene delle redini; il volto è leggermente rivolto a destra. Attorno al capo la tenia del vincitore, con decoro a meandro e incrostazioni di rame e argento. I capelli sono finemente disegnati, in riccioli che non alterano le dimensioni del capo. Lo sguardo è intenso e vivo, con la tensione competitiva appena leggibile, stemperata dall'atteggiamento sorvegliatamente misurato del corpo.
I piedi sono resi con una naturalezza fresca e precisa, molto veristica: mostrano infatti i tendini tesi per lo sforzo appena compiuto.
Nessuna statua pervenutaci lontanamente rassomiglia all'auriga: solo alcuni esemplari ritrovati nella Magna Grecia similmente e sommariamente ci ricordano il modello di Delfi, come il Giovane di Mozia. È soprattutto nel volto che si concentra la singolarità di questo bronzo: legato alla bellezza ideale, dotato di tratti particolarissimi, è possibile che sia stato sviluppato a partire da un volto individuale.
Nonostante la statua sia evidentemente legata ai moduli arcaici, essa è percorsa da un vigore innovativo. L'Auriga di Delfi come il celebre Cronide di Capo Artemisio sono da considerarsi appartenenti allo stile severo, sviluppatosi in Grecia tra il 480 e il 450 a.C.

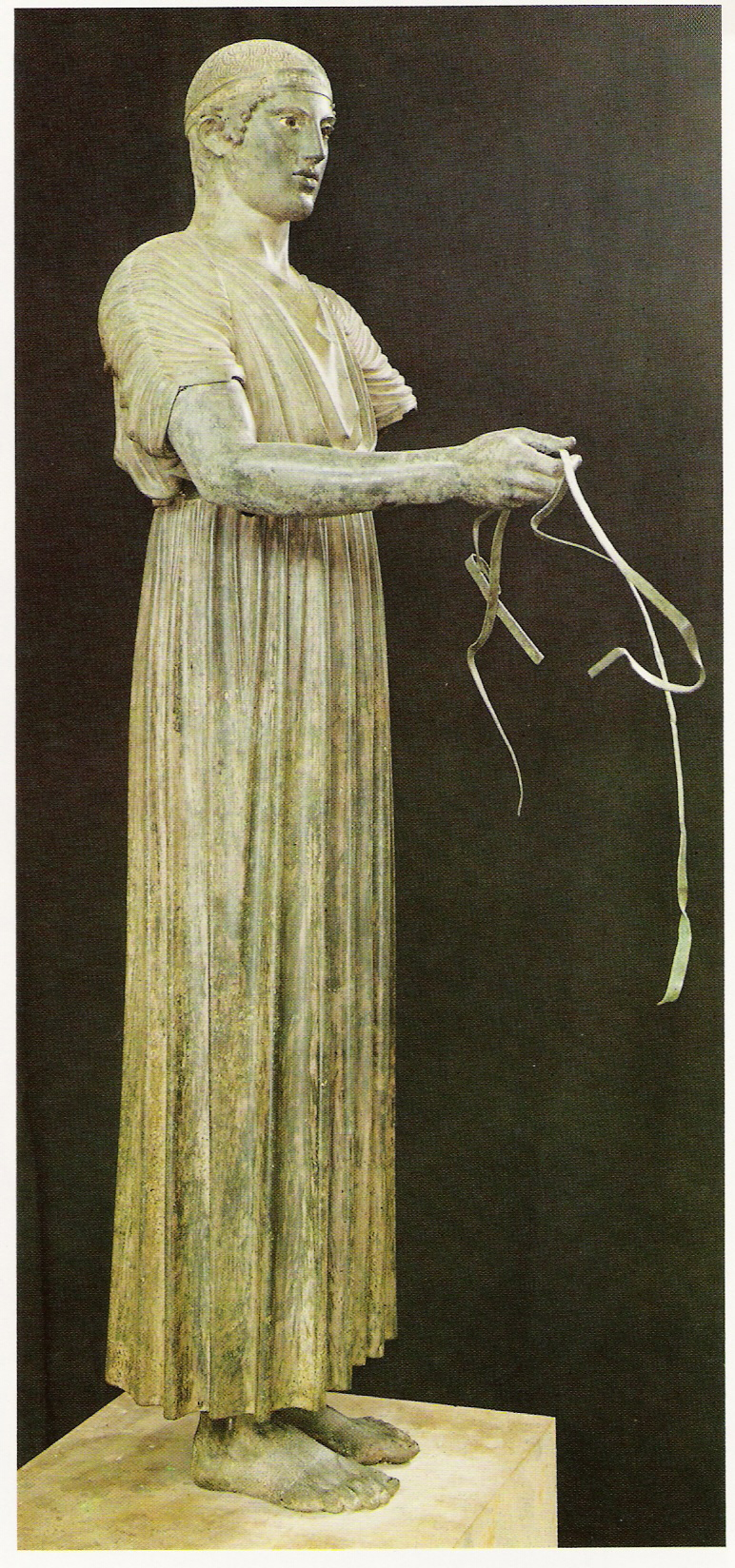
Vista laterale